# مونیکا دل رییل
مونیکا دل رییل (انگلیسی: Monica del Real؛ متولد ۵ سپتامبر ۱۹۷۴) تکواندوکار مکزیکی، متولد آگوئاسکالینتس است. او در بازی‌های المپیک تابستانی ۲۰۰۰ در سیدنی رقابت کرد.